# Hörnleberg
De Hörnleberg is een berg in de deelstaat Baden-Württemberg, Duitsland. De berg heeft een hoogte van 906 meter en is gelegen in het Zwarte Woud.